# Stelian Morcovescu
Stelian Morcovescu (n. 23 iulie 1934) este un fost senator român în legislatura 1990-1992 ales în județul Maramureș pe listele partidului FSN. În cadrul activității sale parlamentare, Stelian Morcovescu a fost membru în grupurile parlamentare de prietenie cu Japonia, Republica Argentina, Republica Italiană, Republica Coreea și Australia.